# Teoría del sistema de normas sociales

## Visión de conjunto

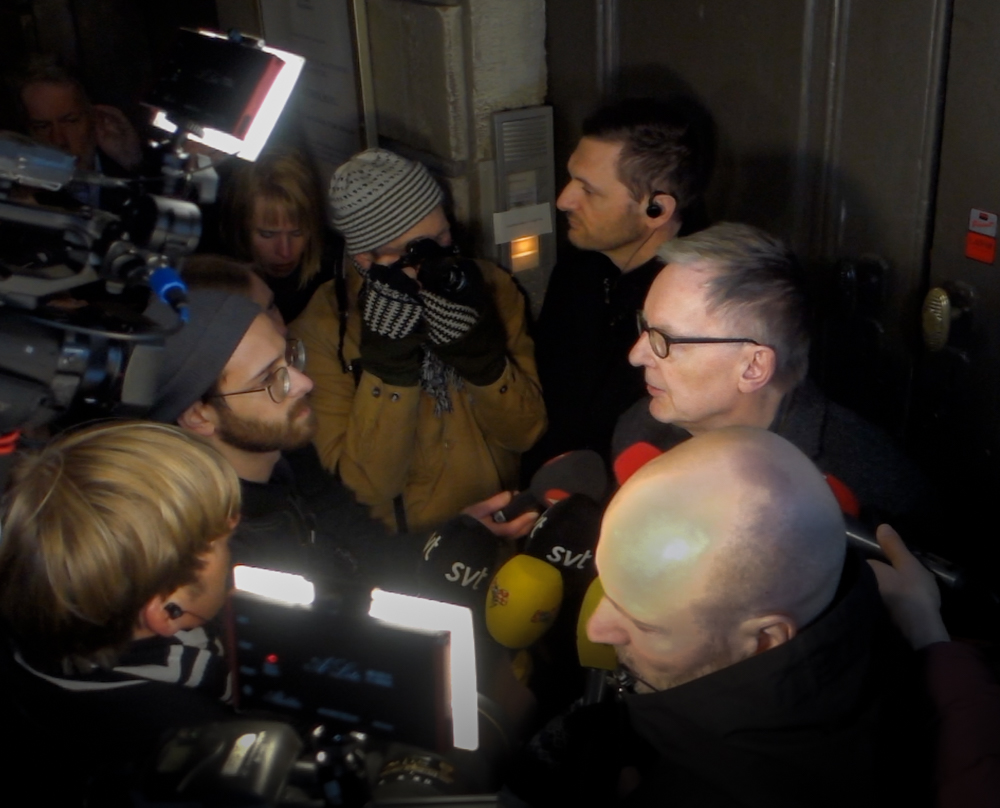
Anders Olsson en 2018

La teoría del sistema de reglas sociales señala que la mayoría de la actividad social humana está organizada y regulada por sistemas de reglas producidos socialmente. Estas reglas tienen una existencia tangible en las sociedades: en el lenguaje, las costumbres y los códigos de conducta, las normas y las leyes, y en las instituciones sociales, como la familia, la comunidad, el mercado, las empresas comerciales y las agencias gubernamentales. Por lo tanto, esta teoría postula que la creación, interpretación e implementación de reglas sociales son universales en la sociedad humana, así como su reformulación y transformación.
Los agentes humanos (individuos, grupos, organizaciones, comunidades y otras colectividades) producen, mantienen y reforman estos sistemas de reglas sociales, y esto con frecuencia se lleva a cabo de una manera que no pretenden ni esperan. Esto no significa que los sistemas de reglas sociales no cambien. Lo pueden y hacen, y ese cambio puede ser endógeno y exógeno a la sociedad. La implementación de reglas, y el mantenimiento de un cierto orden, siempre requiere experiencia acumulativa, ajuste, adaptación, etc. De esta forma, se genera innovación normativa e institucional. Hay una interacción continua, una dialéctica, si se quiere, entre lo regulado y lo no regulado.
Además, al mismo tiempo que los sistemas de reglas sociales influyen fuertemente en las acciones e interacciones, los actores involucrados los forman y los reforman. La actividad humana se manifiesta en este proceso dialéctico, desempeñado por actores participantes que tienen sus competencias y dotaciones específicas, sus análisis situacionales, interpretaciones y respuestas estratégicas a los empujes y jalones inmediatos a los que están sujetos.

## Historia

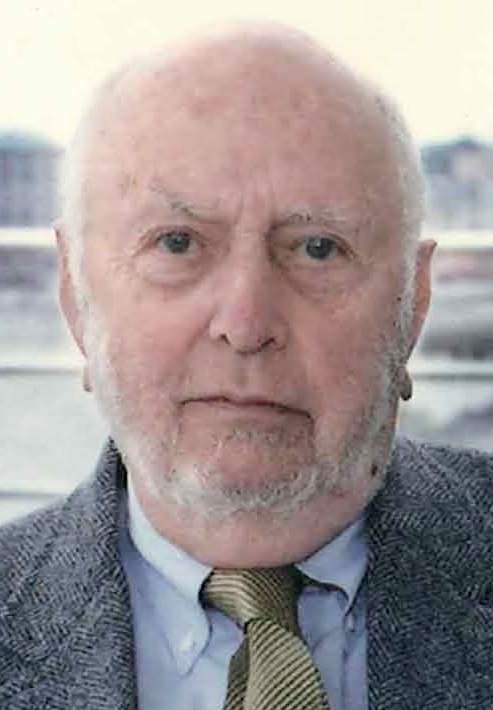
Douglass North

El desarrollo de una conceptualización y teorización más sistemática sobre las reglas sociales y los sistemas de reglas sociales surgió a finales de la década de 1970 en el trabajo colaborativo de Thomas Baumgartner, Tom R. Burns, Philippe DeVille y más tarde Helena Flam, Reinier de Man, Atle Midttun, Anders Olsson y otros. Su formalización se originó en una serie de artículos a principios de la década de 1980.
Se demostró que los conceptos de la teoría social tales como las normas, los valores, las creencias, los roles, las relaciones sociales, las instituciones y las interacciones son definibles de manera uniforme en términos de reglas y complejos de reglas. Las reglas y las configuraciones de reglas se pueden tratar como objetos matemáticos (las matemáticas se basan en desarrollos contemporáneos en la interfaz de las matemáticas, la lógica y la informática. Las reglas también pueden ser imprecisas, posiblemente inconsistentes, y estar abiertas en mayor o menor medida a modificación y transformación por parte de los participantes.
Las normas son conceptos clave en el nuevo institucionalismo de pensadores como Douglass North, en varias variantes de la teoría evolutiva sociocultural, y en la semiótica, la lingüística, y la filosofía de "juegos de lenguaje". Muchos otros investigadores han desarrollado y aplicado  conceptos de las normas en las ciencias sociales. En general, gran parte de la utilización del concepto de norma en las ciencias sociales y las humanidades ha sido informal e incluso metafórica, con la gran excepción de Chomsky.

## Las reglas sociales y los patrones de acción
Los sistemas de reglas sociales se usan para examinar todos los niveles de interacción humana. Proporcionan más que limitaciones potenciales sobre las posibilidades de acción. También generan oportunidades para que los actores sociales se comporten de maneras que de otro modo serían imposibles, por ejemplo, coordinarse con otros, movilizarse y obtener acceso sistemático a recursos estratégicos, controlar y asignar recursos humanos y físicos sustanciales, y resolver complejos problemas sociales mediante la organización de acciones colectivas. Al guiar y regular la interacción, las reglas sociales le dan a la conducta patrones característicos y reconocibles, y los hacen comprensibles y significativos para quienes comparten el conocimiento de la regla.

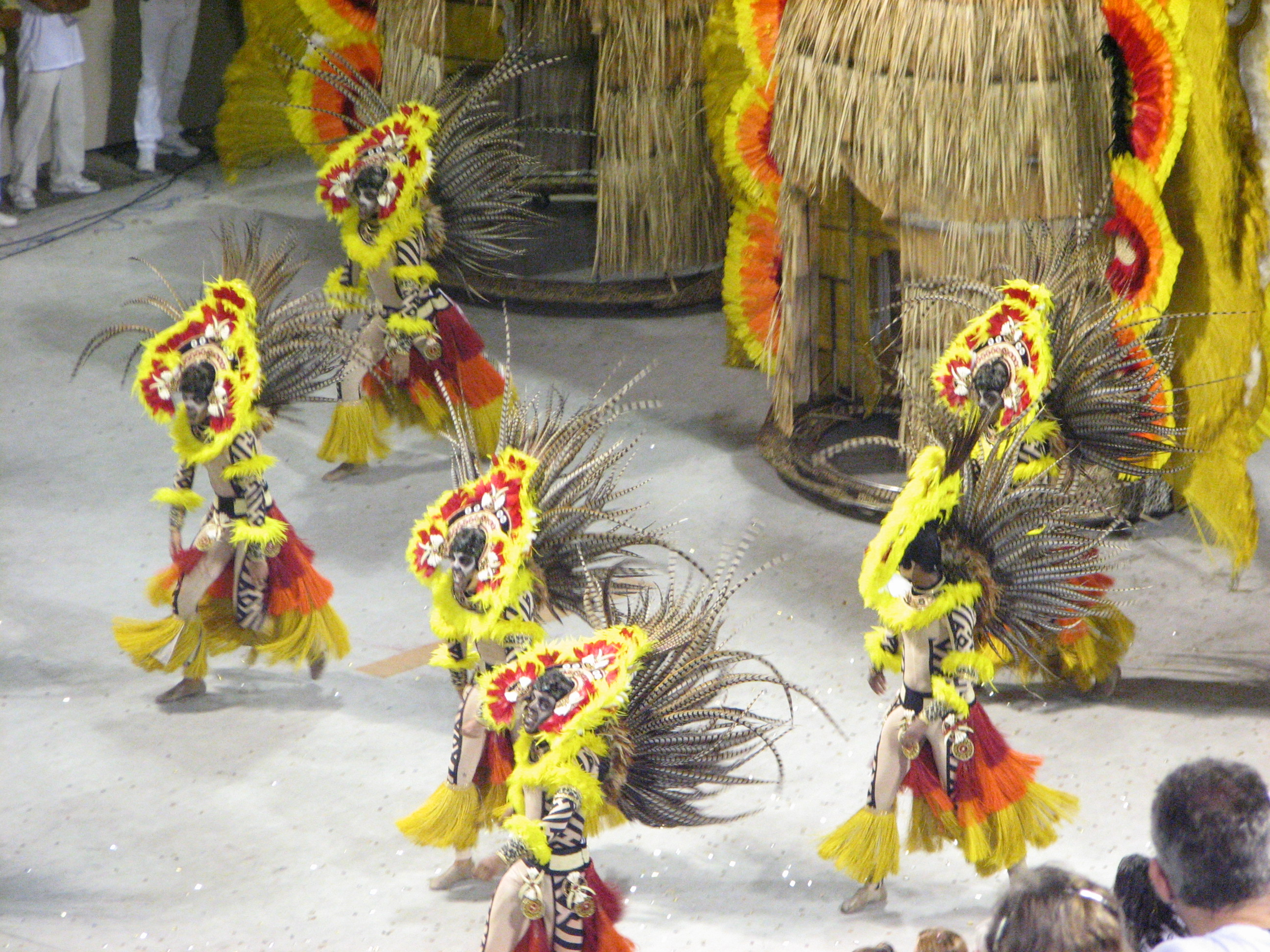
El Carnaval de Brasil en un desfile en Río de Janeiro da significados a través de la comprensión compartida de las reglas culturales.

### La cultura y los compromisos institucionales
En el nivel macro de la cultura y los compromisos institucionales, se examinan los complejos de sistemas de reglas: lenguaje, códigos y formas culturales, compromisos institucionales, paradigmas compartidos, normas y "reglas del juego". En el nivel de actor, uno se refiere a roles, normas particulares, estrategias, paradigmas de acción y gramáticas sociales (por ejemplo, procedimientos de orden, turnos y votación en comités y cuerpos democráticos). No solo existen las gramáticas de rol, sino también la semántica y la pragmática. Existen procesos de significado, interpretación y adaptación asociados con la aplicación e implementación de reglas.
Las gramáticas de acción están asociadas a roles culturalmente definidos y dominios institucionales, que indican formas particulares de pensar y actuar. En ese sentido, las gramáticas son sociales y convencionales. Por ejemplo, en el caso de obsequios o reciprocidad en relaciones sociales definidas, los actores muestran una competencia para saber cuándo se debe dar o no un obsequio, cuánto valdría, o si uno no lo entrega o si miente sobre el valor apropiado, qué excusas, defensas y justificaciones podrían ser aceptables. Alguien que ignora estas reglas, por ejemplo un niño o alguien de una cultura totalmente diferente obviamente cometería errores (de los cuales probablemente otros lo excusarían). Del mismo modo, en el caso de "hacer una promesa", el conocimiento de la regla indica bajo qué circunstancias una promesa puede o no puede romperse legítimamente, o al menos el tipo de incumplimiento de una promesa que podría considerarse aceptable. Al guiar y regular la interacción, las reglas dan un comportamiento reconocible, los patrones característicos que deben obedecerse como deberían.

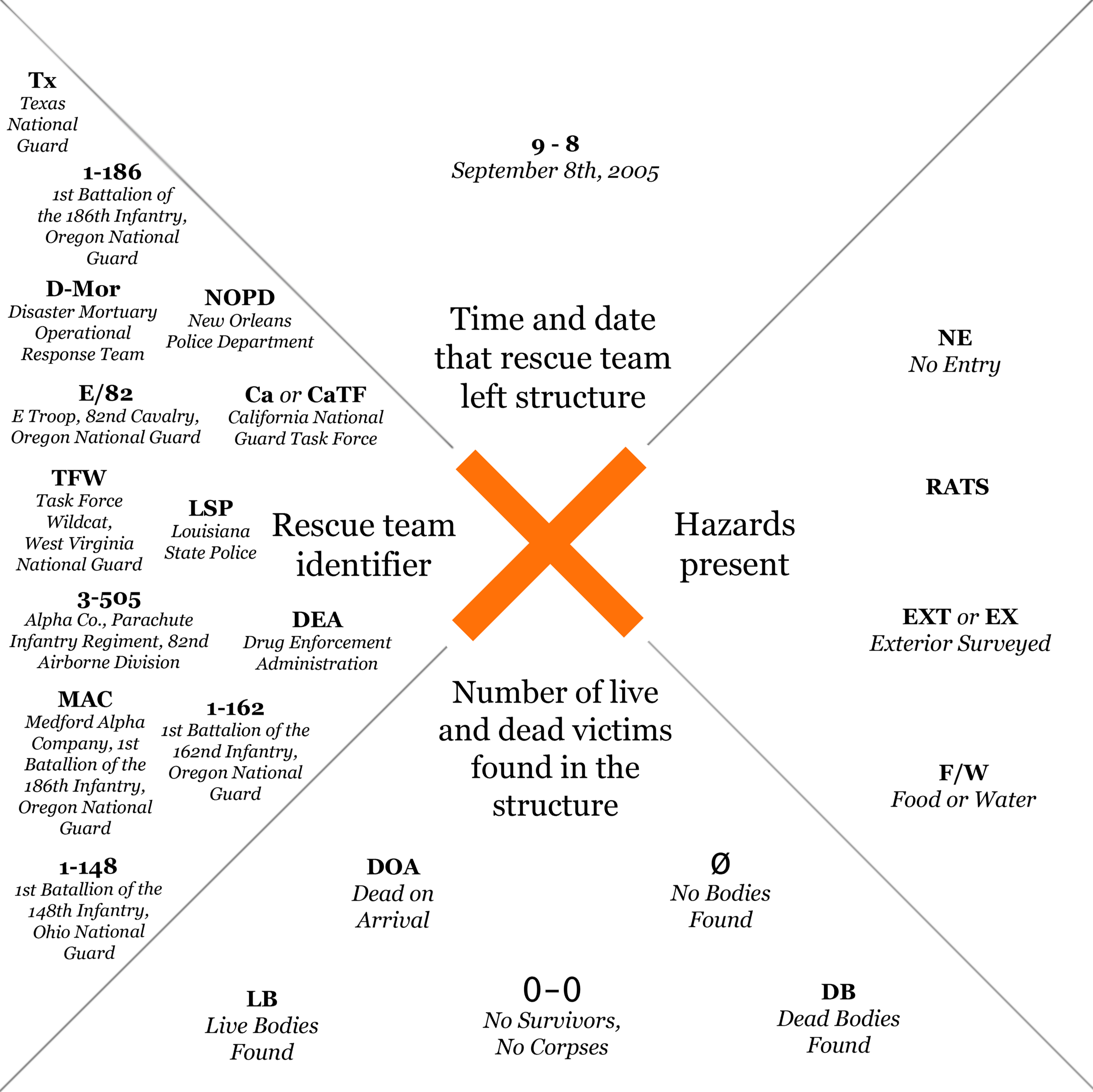
Gráfico que muestra algunos usos comunes del sistema de marcado de FEMA en Nueva Orleans después del huracán Katrina

En diversos grados, los actores colectivamente producen y reproducen patrones de posibilidades apropiadas o aceptables. Esto puede conceptualizarse y desarrollarse matemáticamente como un punto ideal o colección de "aproximaciones". Así, una comunidad de actores que comparten un complejo de reglas reconoce una amplia variedad de interpretaciones variables de una regla dada como una familia de semejanzas, o "lo mismo". En el sentido de que las reglas sociales nunca se aprenden de forma idéntica y experimentan diferentes tasas de adaptación y cambio a lo largo del tiempo: el concepto de regla, y de la cultura en general, es distributivo, lo que hace que los patrones sean comprensibles y significativos para quienes comparten el conocimiento de la regla.
Las reglas compartidas son la base principal para que los actores con conocimiento deriven o generen expectativas situacionales similares. También proporcionan un marco de referencia y categorías, lo que les permite a los participantes comunicarse fácilmente y analizar actividades y eventos sociales. De esta manera, la incertidumbre se reduce, la previsibilidad aumenta. Esto es así incluso en situaciones complejas con múltiples actores que desempeñan diferentes roles y se involucran en una variedad de patrones de interacción. Como señalan Harre y Secord (1972: 12), "es el seguimiento de las reglas y los planes autocontrolados lo que creemos que es el análogo científico social del funcionamiento de los mecanismos generativos causales en los procesos que producen los patrones no aleatorios estudiado por científicos naturales".

### Procesos cognitivos
Los sistemas de reglas sociales juegan un papel importante en los procesos cognitivos, en parte al permitir a los actores organizarse y enmarcar las percepciones en un entorno institucional determinado. Sobre la base de un sistema de reglas más o menos común, preguntas como las siguientes pueden ser colectivamente respondidas:
- qué está pasando en esta situación;
- qué tipo de actividad es esta;
- quién es quién en la situación, qué roles específicos están jugando;
- lo que se está haciendo; ¿Por qué se hace esto?

Los actores participantes pueden entender la situación en formas intersubjetivas. En cierto sentido, pueden simular y predecir lo que sucederá en las interacciones sobre la base de las reglas aplicadas. Por lo tanto, los sistemas de reglas proporcionan no solo una base para los esquemas interpretativos sino también la base concreta para que los actores planifiquen y juzguen las acciones e interacciones.
Las reglas sociales también son importantes en las comunicaciones normativas y morales sobre acción e interacción social. Los participantes se refieren a las reglas al dar cuentas, al justificar o criticar lo que se está haciendo (o no), argumentando lo que se debe o no hacer, y también en su atribución social de a quién se debe culpar o no por las fallas, o acreditado con el éxito. Los actores también explotan las reglas cuando dan cuentas para intentar justificar ciertas acciones o fallas para actuar, como parte de una estrategia para ganar legitimidad, o para convencer a otros de que las acciones particulares son "correctas y adecuadas" en el contexto.

### Codificación textual de normas sociales

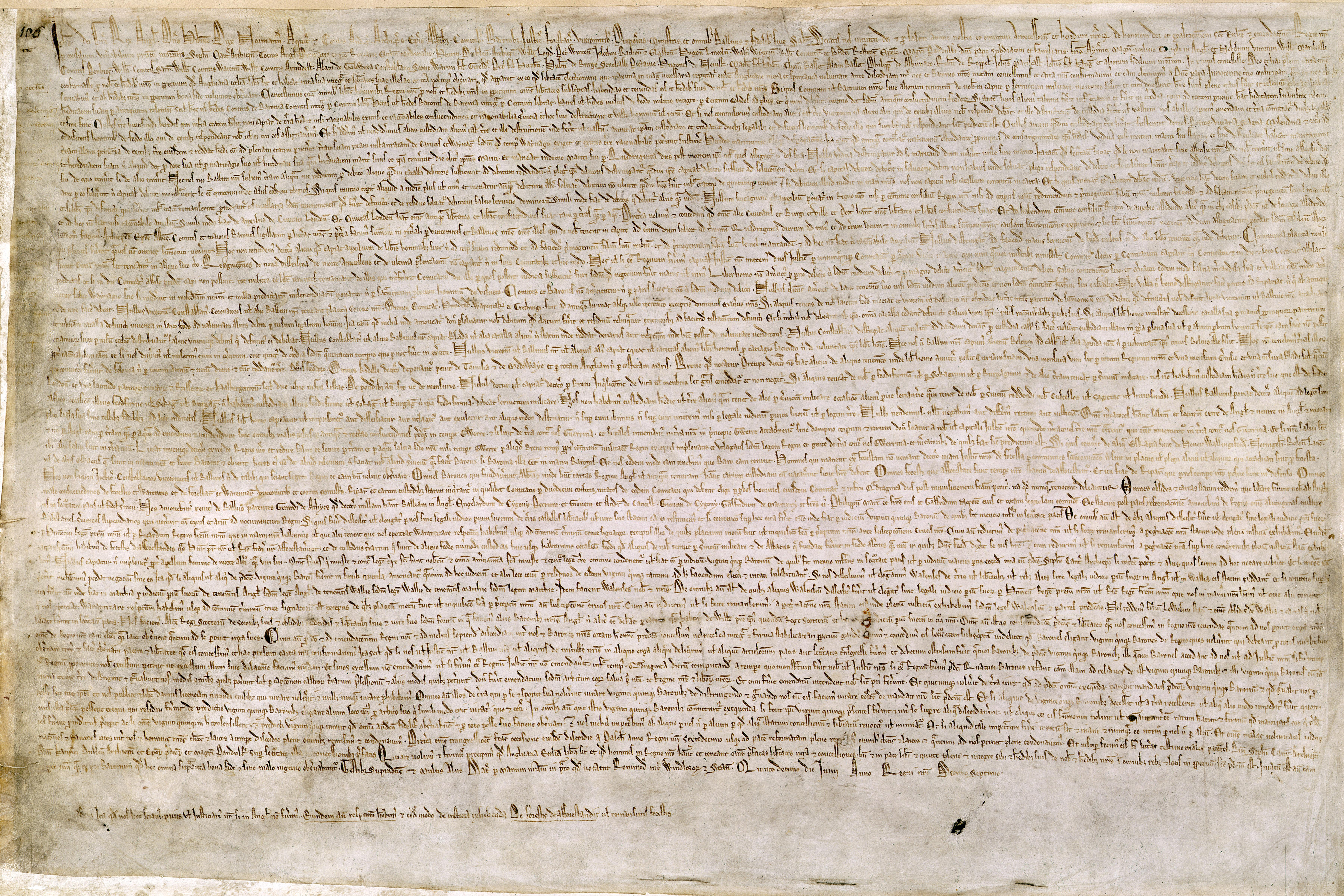
La Carta Magna de 1215 es uno de los primeros textos ingleses de codificación de las normas sociales y jurídicas.

Las llamadas reglas formales se encuentran en libros sagrados, códigos legales, manuales de reglas y regulaciones, o en el diseño de organizaciones o tecnologías que un grupo elitista o dominante busca imponer en un entorno social particular. Por ejemplo, una organización formal como una burocracia consiste, entre otras características, en una estructura de autoridad jerárquica bien definida, objetivos y políticas explícitos, y una clara especialización de la función o división del trabajo.
Las reglas informales parecen menos "legisladas" y más "espontáneas" que las reglas formales. Se generan y reproducen en interacciones continuas. El grado en que los sistemas de reglas formales e informales divergen o se contradicen entre sí varía. Numerosos estudios organizacionales han revelado que las reglas formales oficiales no son siempre las que operan en la práctica. En algunos casos, las reglas no escritas informales no solo contradicen las reglas formales sino que tienen precedencia sobre ellas bajo ciertas condiciones. Las reglas informales surgen por una variedad de razones. En parte, las reglas formales no especifican por completo la acción (es decir, proporcionan instrucciones completas) ni cubren todas las situaciones relevantes (o emergentes).

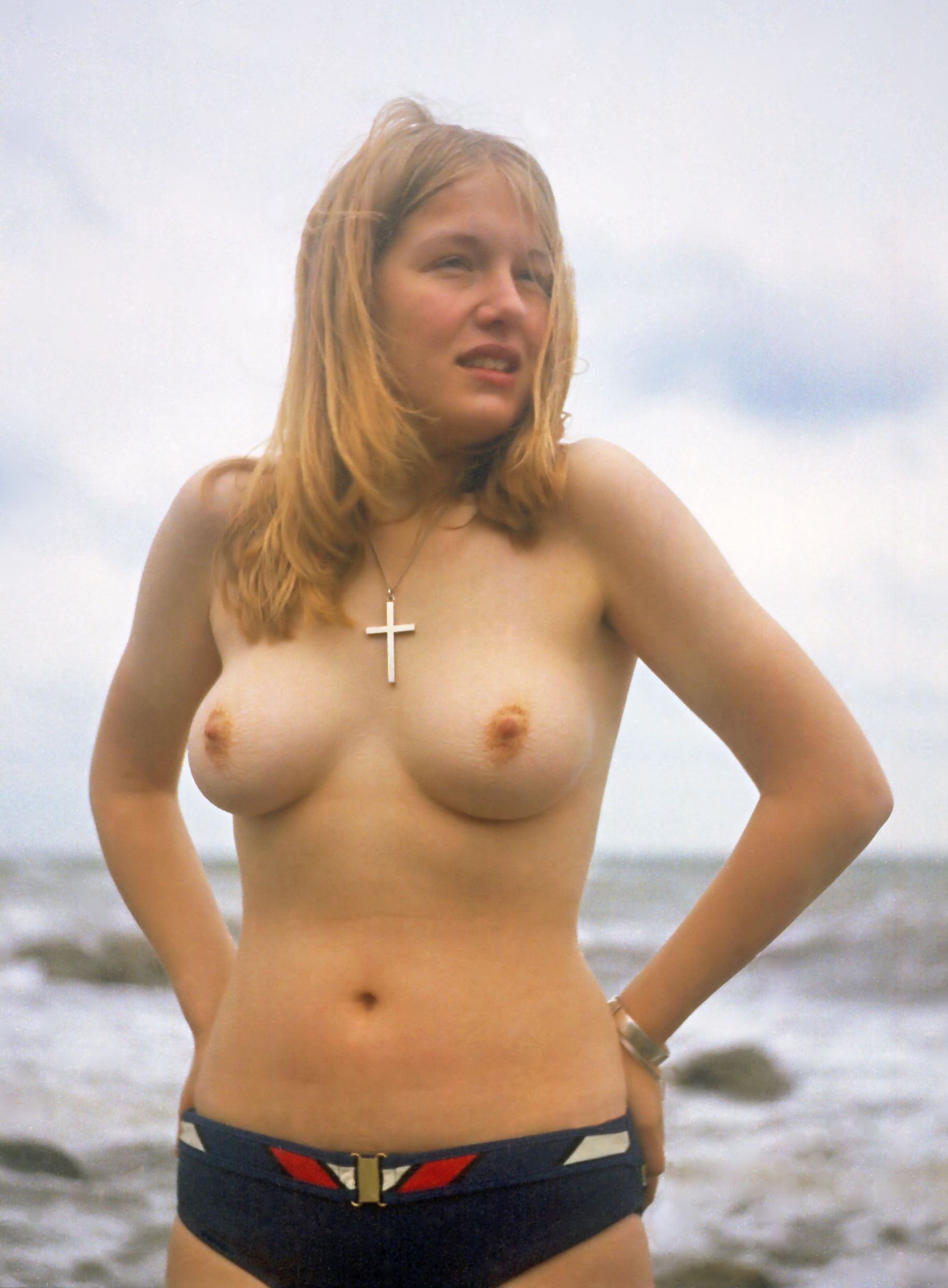
Bañista en Topless en Devon Beach

Las situaciones (en las que se aplican o implementan las reglas) son particularistas, incluso idiosincrásicas, mientras que las reglas formales de comportamiento son más o menos generales. En algunas situaciones (especialmente emergentes o nuevas situaciones), los actores pueden estar inseguros o en desacuerdo sobre qué reglas se aplican o sobre las formas en que aplicarlas. Se involucran en análisis situacionales y en la modificación de reglas, o incluso en la innovación de reglas a partir de la cual surgen reglas informales (que pueden formalizarse más adelante).

### Interpretación y variabilidad
Sin embargo, fuertemente las acciones están modeladas por reglas, la vida social es lo suficientemente compleja como para requerir cierta imaginación e interpretación al aplicar las reglas a un contexto específico de acción e interacción. La imaginación genera variabilidad en la acción de actor a actor, e incluso para un actor determinado a lo largo del tiempo.
Las reglas también se interpretan en su aplicación. Incluso las reglas sistemáticas altamente formalizadas, como las leyes y las reglas escritas de burocracia, nunca están completas en sus especificaciones. Deben interpretarse y aplicarse utilizando información situacional y conocimiento. Las adaptaciones e improvisaciones son comunes, incluso en las instituciones organizadas más formalmente. En este sentido, las reglas son generativas, y su interpretación e implementación dependen más o menos del contexto.
La interpretación varía en una población que comparte un sistema de reglas, y también a través del tiempo. Además, algunas veces las reglas se aprenden o se implementan con error, proporcionando en algunos casos un modelo incorrecto para otros. Ambos factores dan como resultado variabilidad. Más aún, si una acción en desviación con las reglas culturales o interpretaciones estándar es percibida por otros actores como ventajosa, puede ser copiada, extendiendo así lo que se convierte en una nueva variante cultural.

## Adherencia y cumplimiento de las reglas sociales

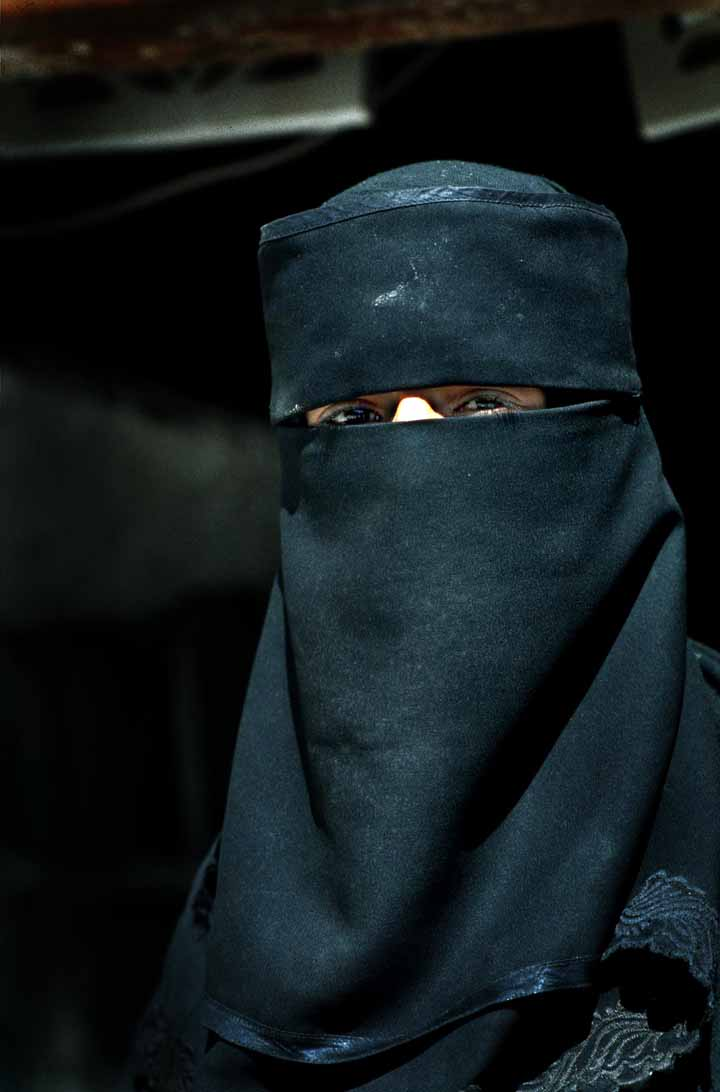
Mujer con niqab en Yemen

Los actores se adhieren e implementan sistemas de reglas y reglas en diversos grados. El cumplimiento o la negativa a cumplir con reglas particulares son procesos cognitivos y normativos complicados. Por lo general, existen diversas razones para el cumplimiento de la regla. Varios de los factores más importantes son:
1. Factores de interés e instrumentalismo (subrayado por la elección pública y las perspectivas marxistas sobre el comportamiento egoísta). Los actores pueden abogar por reglas para obtener beneficios o para evitar pérdidas.
2. Identidad y estado. El cumplimiento de las reglas y el compromiso con su realización pueden estar relacionados con la identidad, el rol o el estado de un actor y el deseo de representarse a sí mismo como identificado por o comprometido con reglas particulares. Se deduce que una gran motivación para mantener (o cambiar las reglas) - por ej. complejos de roles o reglas distributivas: es mantener o cambiar su estatus social.
3. Legitimidad autoritaria y sacralidad. Se aceptan y cumplen muchas reglas porque las personas o grupos con autoridad social las han definido o determinado, posiblemente asociándolas con principios sagrados o identificando su relación causal o simbólica con los intereses y el estado de los actores. En el mundo contemporáneo, encontramos la institucionalización generalizada de meta-reglas de cumplimiento abstractas que orientan a las personas a aceptar definiciones particulares de la realidad y sistemas de reglas propagados por autoridades socialmente definidas y a menudo certificadas, p. científicos y otros expertos. La autoridad puede ser científica, religiosa o política (por ejemplo, en el último caso, el hecho de que una agencia democrática haya determinado las reglas de acuerdo con los procedimientos correctos y adecuados). Ciertas reglas pueden incluso estar asociadas con Dios, lo sagrado y, en general, aquellos seres o cosas que los actores admiran, tienen un gran respeto y pueden asociarse o compartir su carisma al adherirse o seguir sus reglas.
4. Orden normativo / cognitivo. Los actores pueden seguir reglas y tratar de asegurarse de que otros las sigan porque las reglas se ajustan a un marco cognitivo para organizar sus percepciones y dar sentido a lo que está sucediendo. Las personas reaccionan negativamente a la desviación, incluso en los casos en que no se ven directamente afectados (es decir, no hay intereses egoístas directos aparentes), porque el orden se altera, potencialmente se desestabiliza y se erosiona.

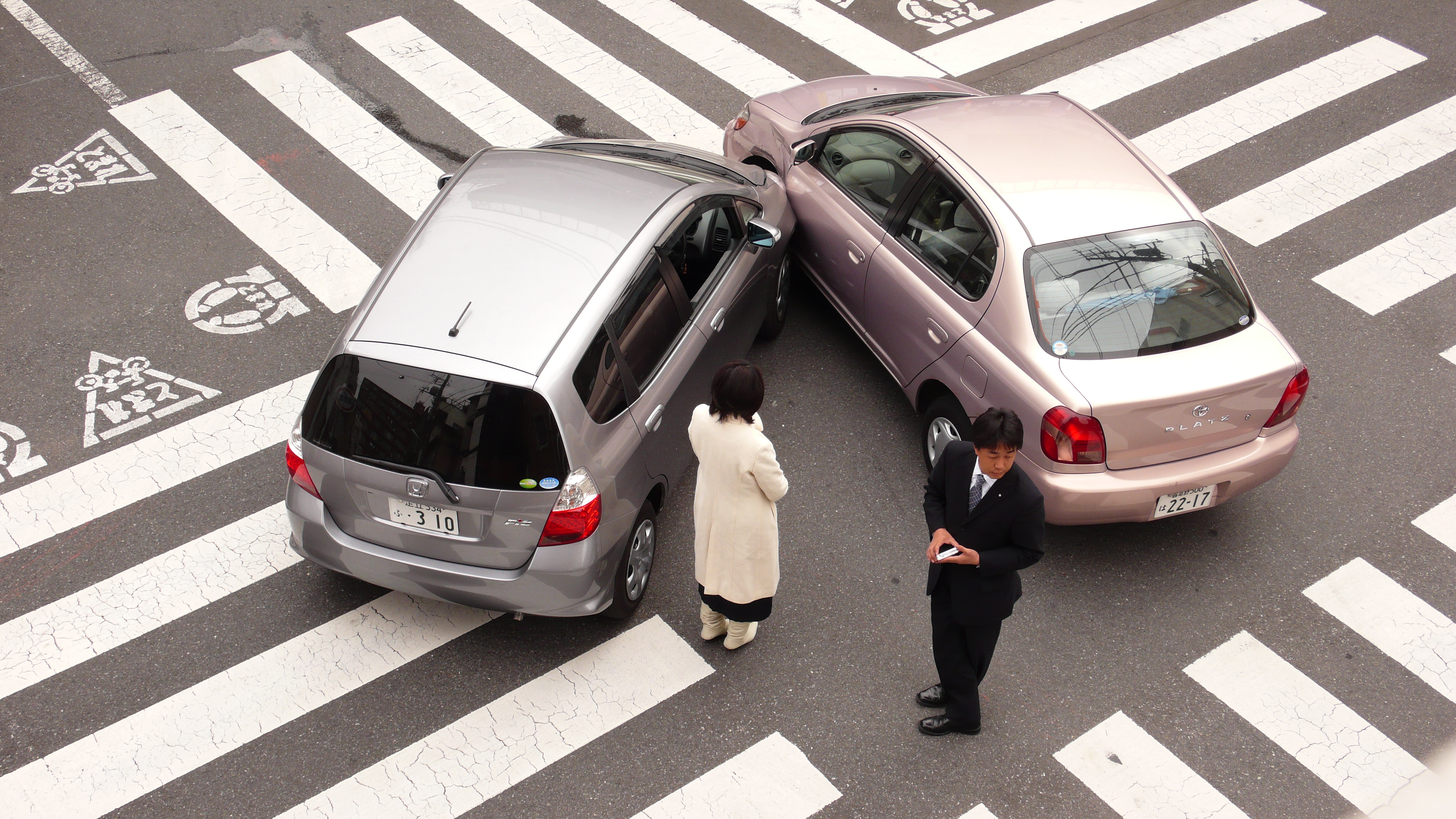
Accidente de tránsito en Japón

5. Accidente de tránsito en JapónSanciones sociales. Las leyes y las reglas y regulaciones formales de la organización suelen estar respaldadas por sanciones sociales específicas y agentes designados a los que se les asigna la responsabilidad y la autoridad para hacer cumplir las reglas. Existe una variedad de controles y sanciones sociales en cualquier grupo social u organización que tienen como objetivo inducir o motivar a los actores a adherirse o seguir reglas, que van desde la coacción a formas más simbólicas de aprobación o desaprobación social, persuasión y activación de compromisos ( en efecto, "promesas" que ya se han hecho). Para ganar entrada o permanecer en el grupo, uno debe cumplir con las reglas del grupo clave y las definiciones de roles. La exclusión del grupo, si no hay grupos alternativos, se convierte en una sanción poderosa.
6. Sanciones inherentes. Muchas reglas, cuando se cumplen en configuraciones de acción específicas, resultan en ganancias o pagos que son inherentes al cumplimiento de esas reglas, como ir con (o contra) el tráfico de automóviles. En muchos casos, las razones para el cumplimiento son consecuencialistas. Como señalan muchos especialistas en ciencias sociales: en el tráfico automovilístico, nos adherimos o aceptamos las normas de tráfico adecuadas y correctas, en particular las relativas a detenernos, girar, etc. porque sin ellas, reconocemos que la situación sería caótica, peligrosa, incluso catastrófica. La mayoría de las reglas técnicas, por ejemplo relacionadas con operar máquinas o usar herramientas, implican sanciones inherentes. Seguirlas es necesario (o se considera necesario) para el correcto funcionamiento o el rendimiento de la tecnología, o para lograr un determinado resultado o solución deseable.

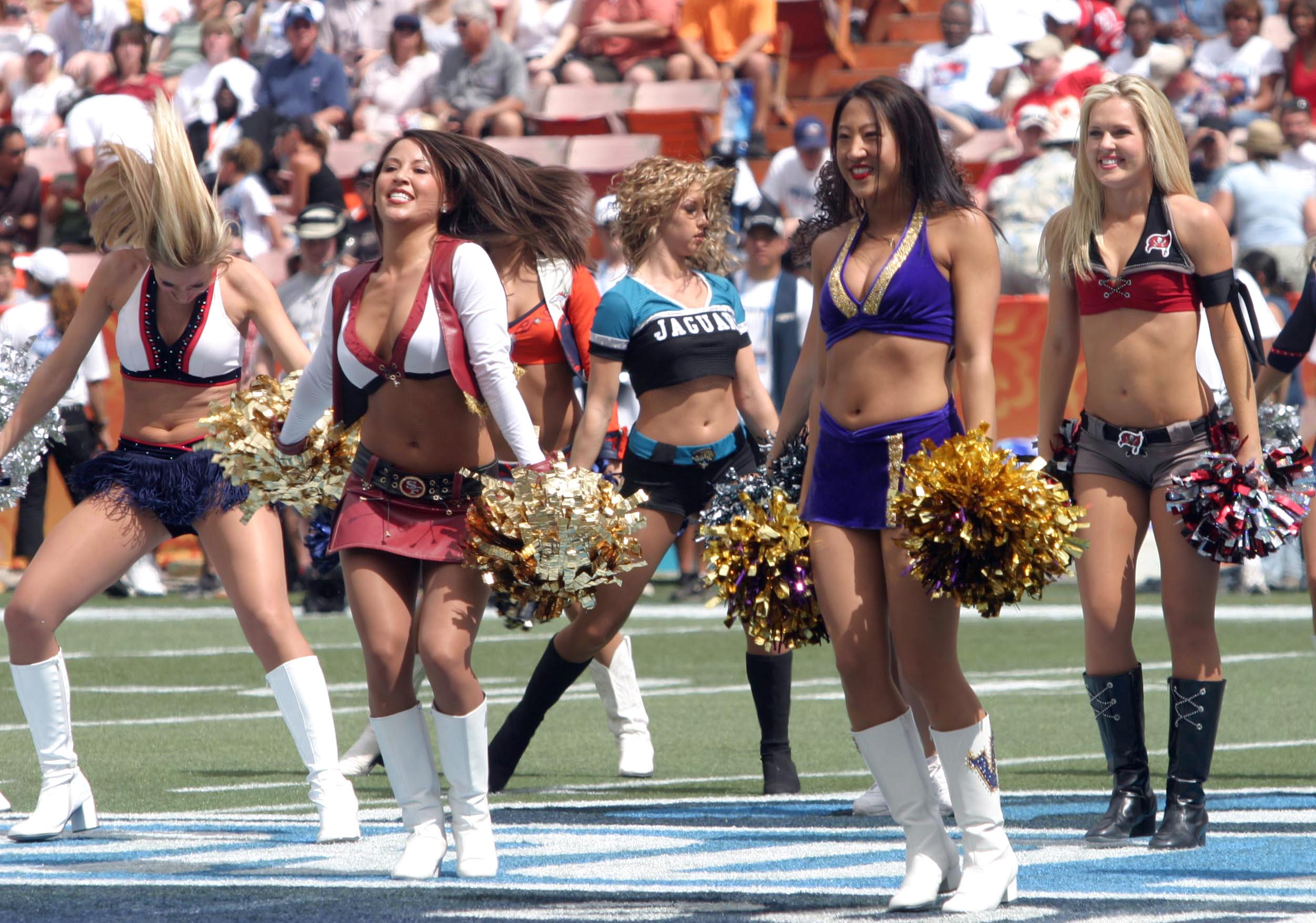
Pro Bowl 2006 cheerleaders

7. Pro Bowl 2006 cheerleadersVelo de ignorancia. Es posible que los actores no sepan las consecuencias del cumplimiento de las reglas y sigan las reglas porque se dan, se dan por sentadas o, por lo general, se cree que son correctas y adecuadas. Sin embargo, los beneficios de adherirse a algunos sistemas de reglas pueden enmascarar costos ocultos.
8. Hábitos, rutinas y guiones. Gran parte del comportamiento de seguimiento de reglas es irreflexivo y rutinario. Muchas reglas sociales son no verbalizadas, son tácitas, es decir, forman parte de un subconsciente colectivo de estrategias, roles y guiones aprendidos temprano en la vida o carrera, y se refuerzan en situaciones sociales repetidas, por ejemplo, roles sexuales o incluso muchos roles profesionales. Los seres humanos adquieren y aprenden reglas y roles culturales, en parte a través de la enseñanza, en parte a través de la observación y el aprendizaje de los patrones generados por otros (es decir, a través de la comunicación verbal y no verbal).

De particular importancia es el hecho de que los sistemas de reglas aprendidos en la socialización temprana están asociados con valores y significados muy básicos -incluso identidad personal y colectiva- que motivan un profundo compromiso emocional con las reglas y una profunda satisfacción personal al representarlas. La conformidad es entonces una cuestión de formas habituales, irreflexivas y dadas por sentadas de hacer las cosas.
Como se ha indicado anteriormente, algunas normas sociales se aplican, otras no: de hecho, las reglas se pueden distinguir sobre la base del grado en que por las circunstancias sociales se hacen cumplir. Por supuesto, independientemente del grado de aplicabilidad, se pueden cumplir debido a un deseo de orden, sanciones intrínsecas o la realización de la función y la identidad de uno mismo. Muchas reglas a las que se adhieren rigurosamente los actores no son socialmente exigibles, pero sin embargo los actores las utilizan en la organización de actividades sociales y en la configuración del orden social. Harre y Secord (1972: 17) enfatizan la libertad de elección en relación con las reglas y los roles:
   "El modelo mecanicista es fuertemente determinista, el modelo de reglas de roles no lo es. Las reglas no son leyes, pueden ignorarse o romperse, si admitimos que los seres humanos son agentes autónomos y no objetos controlados por fuerzas externas, conscientes de sí mismos. solo como espectadores indefensos del flujo de la causalidad física ".

## Teoría del sistema de normas sociales y complejos mecanismos institucionales

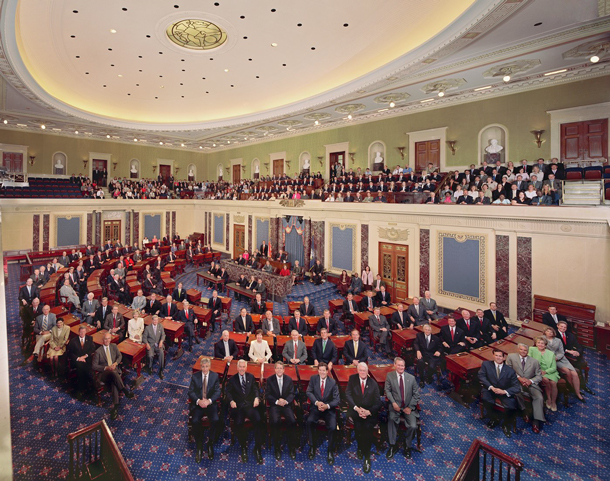
Un senado legislativo es un compromiso institucional complejo.

En los niveles medio y macro de análisis, la teoría del sistema de normas sociales se aplica a la descripción y análisis de instituciones como la burocracia, los mercados, los sistemas políticos y la ciencia, principales órdenes en las sociedades modernas. Esto implica más que un estudio de la estructura social o una contribución al neoinstitucionalismo.

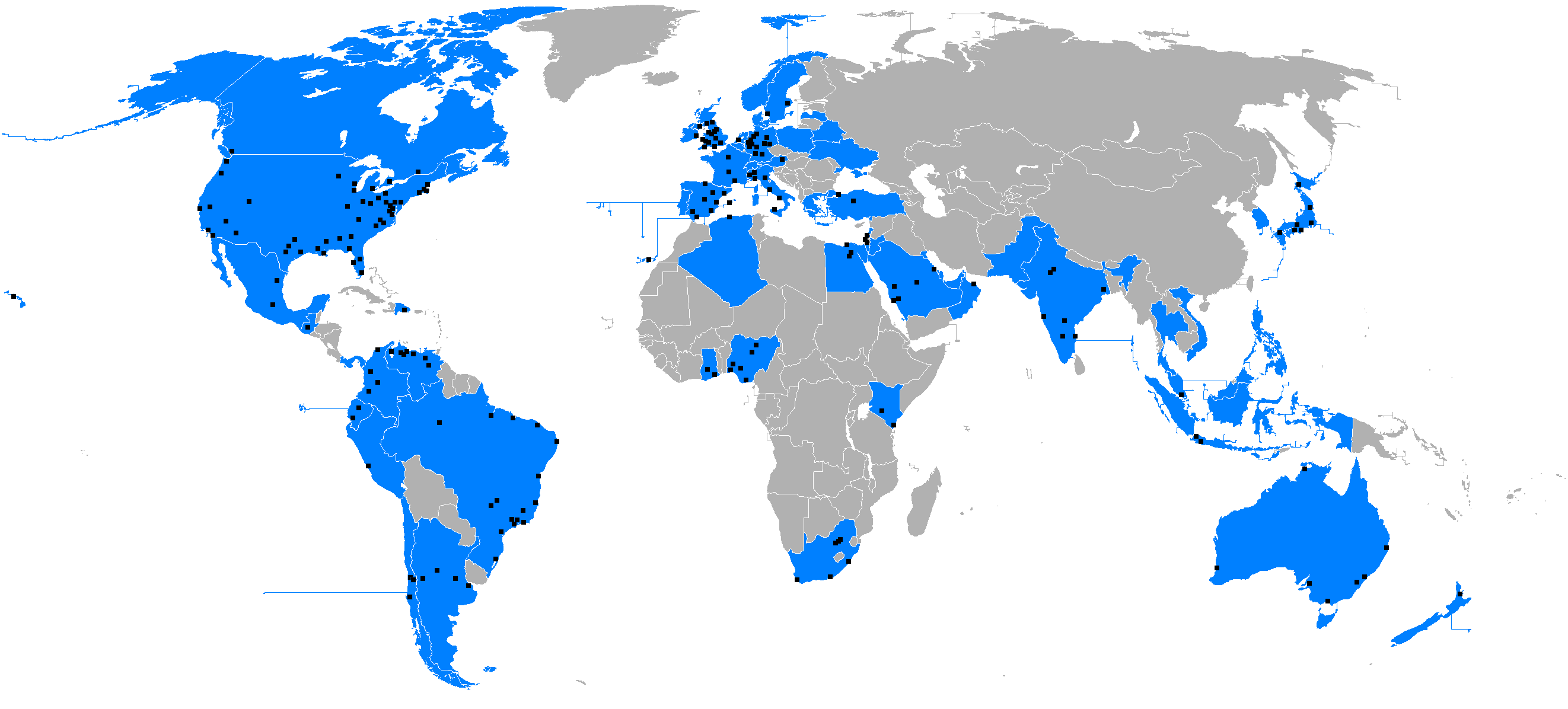
Twitter trending topics

Es una teoría que analiza los vínculos entre la estructura social en forma de compromisos institucionales particulares, incluidas las relaciones de roles, por un lado, y la acción social y la interacción social, por el otro. La teoría muestra, por ejemplo, de qué manera los mercados y las burocracias están organizados y regulados por las reglas sociales al mismo tiempo que los actores, tanto dentro como fuera de estas instituciones, mantienen o cambian los principios y reglas de organización a través de sus acciones e interacciones. Los actores involucrados en una determinada institución utilizan su conocimiento institucional de las relaciones, roles, normas y procedimientos para guiar y organizar sus acciones e interacciones. Pero también lo usan para comprender e interpretar lo que está sucediendo, para planificar y simular escenarios, y para referirse al hacer comentarios y al dar y pedir cuentas. La teoría de sistemas de normas enfatiza procesos cognitivos basados en reglas tales como enmarcar, contextualizar y clasificar objetos, personas y acciones de una manera relevante o significativa (Carson, 2004).
En general, el complejo cultural de los sistemas de reglas contribuye a hacer la vida social más o menos ordenada y predecible, y resuelve problemas de "incertidumbre existencial" dentro del grupo, organización o comunidad que soporta y se adhiere a la cultura de la regla. Como se sugirió anteriormente, sin embargo, siempre existe una tensión y una dinámica entre el orden y el desorden regulados y no regulados (esto también se señala en estudios empíricos). También considera la producción de relatos, discursos apropiados o significativos, y comentarios en el contexto de una institución dada.
En línea con el nuevo institucionalismo, la teoría del sistema de mormas sociales enfatiza que las instituciones particulares y sus instancias organizacionales están profundamente arraigadas en entornos culturales, sociales y políticos y que las estructuras y prácticas particulares a menudo son reflejo de respuestas a reglas, leyes y convenciones, como paradigmas integrados en un entorno más amplio.

## Cambio y evolución del sistema de normas

Stop trolling

El cambio institucional implica cambios en los complejos de reglas particulares y / o actividades de aplicación en el sentido de que se generan y fomentan patrones de acción e interacción nuevos o desviados. Los teóricos del sistema de reglas sociales señalan tres mecanismos principales de la reproducción y cambio del sistema de reglas para explicar la evolución de los sistemas de normas sociales y los compromisos institucionales:
1. La acción selectiva del medio ambiente;
2. Las condiciones restrictivas y facilitadoras de los compromisos institucionales con sus tecnologías, recursos disponibles y participantes;
3. El factor humano creativo / destructivo.

Los entornos selectivos operan para lograr el éxito de algunas estructuras de reglas y el fracaso de otros y, por lo tanto, cambios en la prevalencia de diferentes formas. Los cambios en el sistema de reglas también pueden ser iniciados por los agentes sociales. Por ejemplo, una élite "legisla" un cambio institucional, o un movimiento social provoca cambios al llegar al poder directo o presionar y negociar efectivamente con una élite de poder establecida. Los cambios también se producen a través de procesos más dispersos, por ejemplo donde uno o más agentes de una población descubren una nueva estrategia técnica o de actuación y otros copian la estrategia, y, de esta manera, la innovación de la regla se difunde a través de las redes sociales de comunicación e intercambio.
La introducción por los agentes sociales de nuevas reglas y su expresión en patrones de acción transformados o en artefactos físicos innovadores, como las tecnologías y las infraestructuras socio-técnicas, son una parte importante del cambio y la evolución institucionales. En otras palabras, los cambios institucionalizados pueden ser provocados por las "fuerzas selectivas" de los entornos tanto sociales como físicos o por la acción directa de los agentes sociales. Este modelo de cambio es aplicable a compromisos institucionales, económicos, políticos, administrativos, socio-técnicos y científicos.